# Simultánní kostel

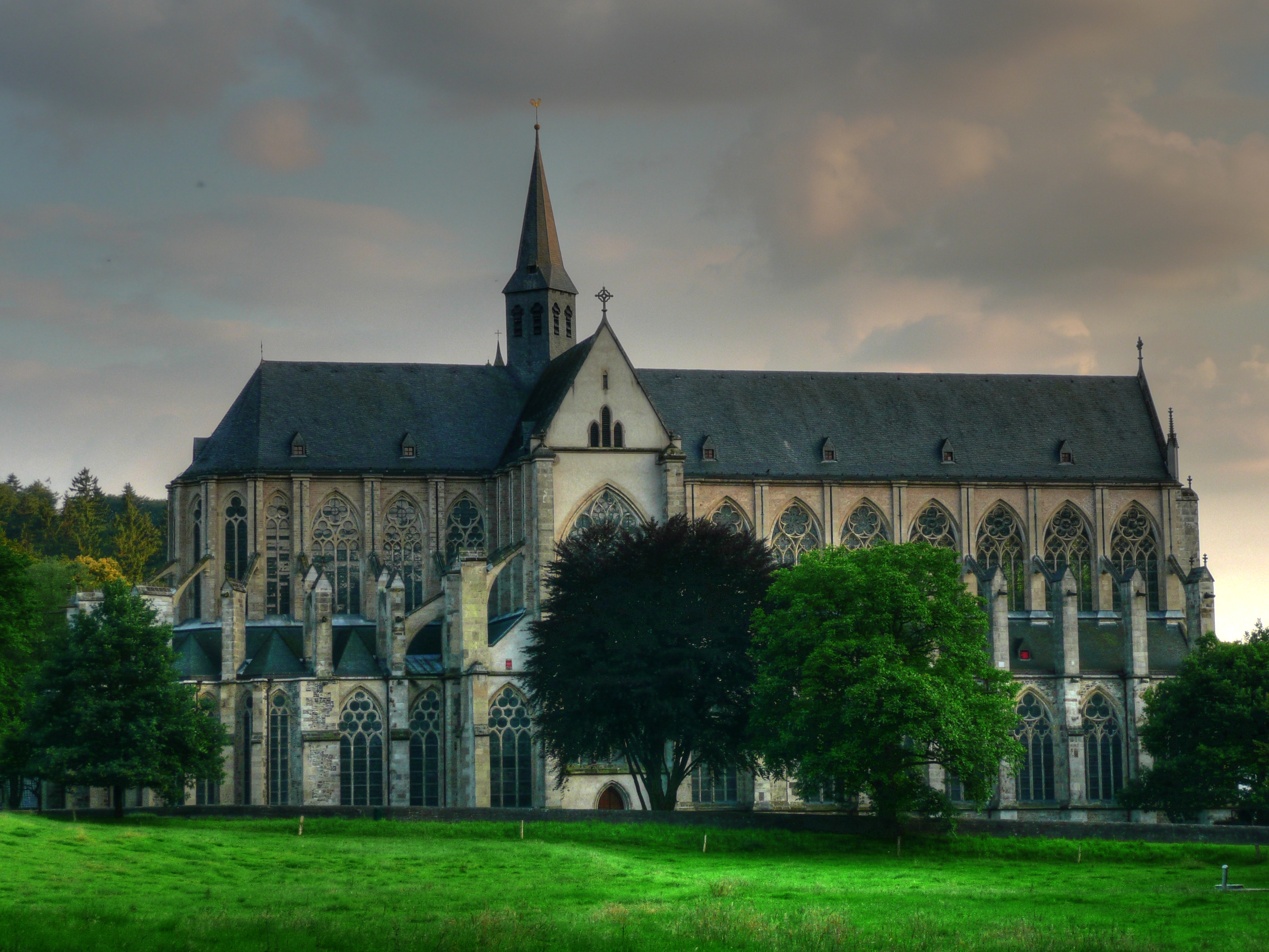
Dóm v Altenbergu, jeden z největších simultánních kostelů Německa

Simultánní kostel nebo také paritní kostel či simultaneum je kostel užívaný více církvemi, a to většinou střídavě v předem dohodnutých časech (výjimkou byly společné bohoslužby označované jako simultaneum mixtum v německém Goldenstedtu v letech 1650 až 1850). Největším a současně nejstarším simultánním kostelem v Německu je konkatedrála svatého Petra v Budyšíně, kterou od roku 1524 sdílejí římští katolíci s Evangelickou luterskou zemskou církví Saska.
V České republice je podobný model využíván například v kostele U Jákobova žebříku v pražských Kobylisích, který vedle místního farního sboru Českobratrské církve evangelické využívají též korejští a japonští křesťané. Každá národnost má své nedělní bohoslužby samostatně v určený čas. Výjimkou je pouze první neděle v měsíci, kdy se konají společné ekumenické mezinárodní bohoslužby Čechů, Korejců, Japonců a dalších národností. Jiným příkladem je evangelický kostel ve Zlíně, který v současné době využívají Českobratrská církev evangelická, Církev československá husitská a Církev bratrská (v historii také dále Církev adventistů sedmého dne).
Od roku 2010 se také staví Komunitní dům v Čerčanech, který bude sloužit třem církvím: římskokatolické, českobratrské evangelické a husitské. Zasvěcen bude Nejsvětější Trojici. Symbolika čísla 3 se odrazí i ve vzhledu trojboké kostelní věže.